# Bålhög

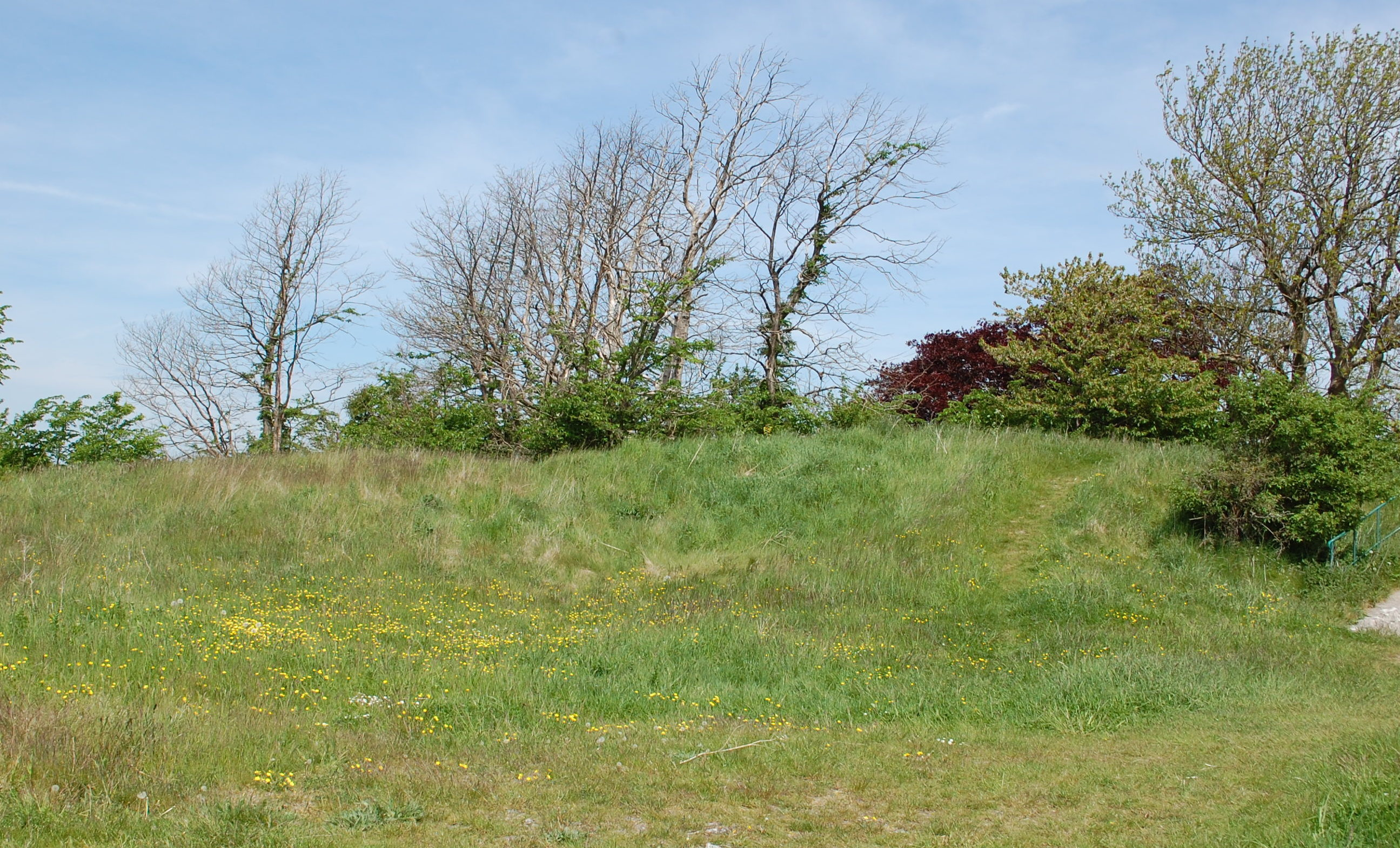
Bålhög

Der Bålhög ist ein prähistorisches Hügelgrab an der Südspitze Schwedens bei Smygehuk in der Gemeinde Trelleborg. Er befindet sich etwas östlich des Hafens von Smygehuk.
Der Grabhügel entstand in der Bronzezeit etwa zwischen 1800 und 500 v. Chr. Der Durchmesser des Hügels beträgt etwa 27 Meter, die Höhe etwa 2,5 Meter. In der Vergangenheit diente der Hügel auch als Seezeichen, indem auf ihm Holzstapel entzündet wurden.